# Zofia Hohenzollern (1582–1610)
Zofia Hohenzollern (ur. 31 marca 1582, zm. 4 grudnia 1610 w Goldyndze) – księżniczka pruska i poprzez małżeństwo księżna Kurlandii i Semigalii.
Urodziła się jako druga córka (czwarte spośród siedmiorga dzieci) księcia w Prusach Albrechta Fryderyka i jego żony księżnej Marii Eleonory.
22 października 1609 w Królewcu poślubiła księcia Kurlandii i Semigalii Wilhelma Kettlera. Para miała jednego syna:
- Jakuba Kettlera (1610–1682), kolejnego księcia Kurlandii i Semigalii